# كيفن كوك
كيفن كوك (بالإنجليزية: Kevin Cook)‏ هو مدرب كرة سلة أمريكي، ولد في 7 فبراير 1961 في فريمونت في الولايات المتحدة.